# Habenhauser Landstraße

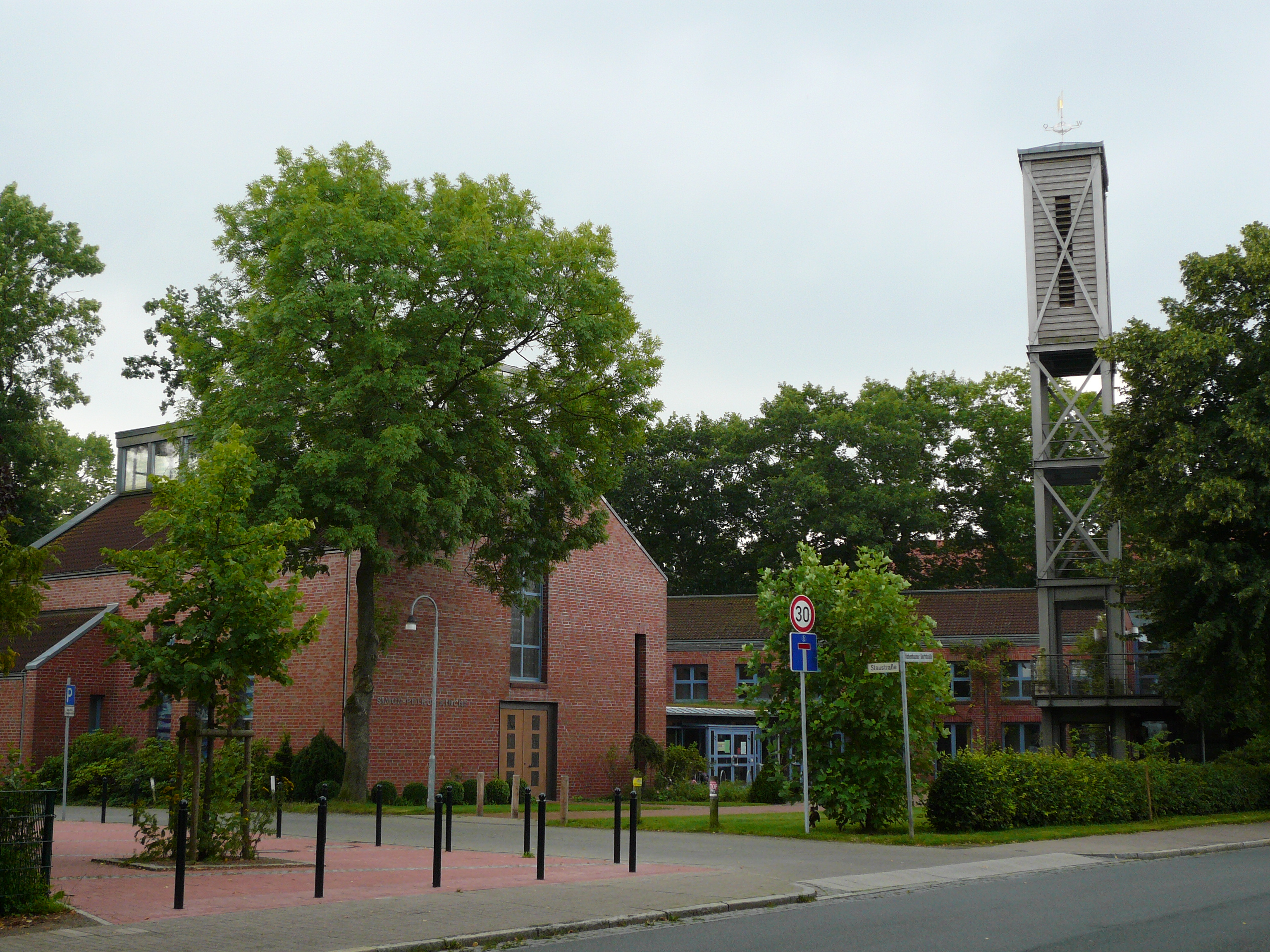
Simon-Petrus-Kirche Habenhauser Dorfstraße 42

Die Habenhauser Landstraße ist eine zentrale Durchgangsstraße in Bremen, Stadtteile Neustadt und Obervieland, Ortsteile Huckelriede und Habenhausen. Sie führt in West-Ost-Richtung von der Straße Huckelriede bis zur Habenhauser Dorfstraße.
Sie gliedert sich in die Teilbereiche
- Niedersachsendamm bis Habenhauser Brückenstraße und
- Habenhauser Brückenstraße bis Habenhauser Dorfstraße.

Die Querstraßen und Anschlussstraßen wurden u. a. benannt als Huckelriede seit 1564 nach Huckel= holperich und Riede= Niederung, Niedersachsendamm nach einem Innendeich und dem Bundesland, Ottjen-Alldag-Straße 1957 nach der Titelfigur des Romans von Georg Droste (1866–1935), Weg zur Klaus-Groth-Straße nach dem niederdeutschen Lyriker (1819–1899), Weg zum Kleingartengebiet, Weg zur Julius-Bamberger-Straße nach dem Kaufhausbesitzer (1880–1951), Fellendsweg nach Fellende= Feldende, Scipiostraße nach dem Unternehmer im Fruchthandel Gustav Scipio (1872–1949), Fontanestraße nach dem Schriftsteller Theodor Fontane (1819–1898), Habenhauser Brückenstraße, die zur Karl-Carstens-Brücke von 1970 führt, Steinsetzerstraße nach den in Arsten wohnenden Steinsetzern, Oskar-Drees-Straße nach dem Pädagogen, Sportfunktionär und Politiker (SPD) (1889–1968), Friedrich-Engels-Straße nach dem Philosophen und sozialistischen Gesellschaftstheoretiker (1820–1895), Solthören nach einer Flurbezeichnung (Solt= Salt, das hier geschmuggelt wurde), Holzdamm, der zur Feldmark Im Habenhauser Holz führte und Habenhauser Dorfstraße nach dem Ortsteil; ansonsten siehe beim Link zu den Straßen.

## Geschichte
Das Vieland war ein flaches, sumpfiges Land, das ab 1201 teilweise kultiviert wurde. Im 14. Jahrhundert errang Bremen die Landesrechte. Habenhausen wurde 1124 als Hoobenhusen und Huckelryde wurde erstmals 1489 erwähnt. 1812 hatte Habenhausen 402 (heute rund 8000) und Huckelriede nur wenige Einwohner (heute rund 7000). 1962 wurde Obervieland ein Stadtteil.
Die Straße war ein alter Weg in der Feldmark Habenhauser Feld, die in einer Karte von 1809 vom Gohgericht Ober Vieland zu finden ist. Der Weg führte von der Bremer Neustadt vorbei u. a. an den Flurstücken Pferdeweide, Schuacker, Fell Enden, Krumme Acker und Solthören zum Dorf Habenhausen. Sie wurde im 19. Jh. als Landstraße befestigt.
Der nahe Werdersee – als Flutrinne für die Weser – wurde von 1953 bis 1956 angelegt. Der städtische Friedhof Huckelriede als Park- und Rasenfriedhof entstand bis 1956. Die Freie Evangelische Bekenntnisschule Bremen wurde 1979 gegründet.
Seit 2016/17 wird die Gartenstadt Werdersee für rund 600 Wohnungen neben dem Friedhof Huckelriede an der Kleinen Weser geplant.

### Verkehr
Der Autobahnzubringer Arsten entlastet erheblich die Habenhauser Landstraße seit den 1960er Jahren.
Die damalige Straßenbahnlinie 1 (seit 1998 Linie 4) wurde 1973 vom Arsterdamm weiter bis Kattenturm und Arsten verlängert.
Die Straßenbahn Bremen tangiert heute mit der Linie 4 (Arsten–Lilienthal) die Straße.
Im Nahverkehr in Bremen durchfährt die Straße die Buslinie 51 (Huckelriede–Habenhauser Landstraße–Kattenturm Klinikum Links der Weser) die Straße. (Ende 2019 teilweise durch Linie 26 ersetzt)

## Gebäude und Anlagen
An der Straße stehen überwiegend ein- bis zweigeschossige Wohnhäuser sowie Gewerbebauten.
Erwähnenswerte Gebäude und Anlagen
- Städtischer Friedhof Huckelriede als Park- und Rasenfriedhof von 1956 nach Plänen von Gartenbaudirektor Erich Ahlers und dem Gartenbauamt Bremen. Er ist 27,1 ha groß und hat eine Kapelle und das städtische Krematorium.
- Nr. 67: 1-gesch. Wohnhaus mit zwei 3-gesch. Zwerchgiebeln
- Weg zum Kleingartengebiet und zum Krimpelsee, danach
- Gewerbegebiet bis Habenhauser Brückenstraße
- Dazwischen Dellfeldsfleet mit Wanderweg
- Ecke Habenhauser Brückenstraße 1: 2-gesch. rotsteinsichtige Freie Evangelische Bekenntnisschule Bremen in U-Form von 1979 (Grundschule, Oberschule, Gymnasium)
- Nr. 265: 1-gesch. verputztes Wohnhaus von 1906 mit 2-gesch. Mittelrisalit